# 古井氏
古井氏（ふるいし）は、和泉国日根郡長滝荘・熊取荘を本拠地として活動した氏族。降井氏・中氏とも。

## 概要
「家記」によると古井氏の祖は孝霊天皇の皇子である稚多祁命とされる。「稚多祁（わかたけ）」は長滝の旧称であるとされ、『日本三代実録』に「雅滝（稚滝）」とある。次に記されるのは児依（日向田宿禰）で、稚多祁から熊鳥野（現在の熊取町）に移住し田畑を開墾した。また、王族から庶民となって久しかったが天皇の末裔であるため日向田宿禰を名乗った。次に記されるのは児依の17世孫とされる徳襲（とこおそ）で、別称を古連（ふるのむらじ）・猪襲（いやおそ）・射襲（いやおそ）といった。敏達天皇に仕え、吉野に行幸した際には案内役となり、一行の前を猪が通過した際には上毛連（かみつけのむらじ）と共に一矢で射った。そのため、天皇は上毛連には佐代公（さしろのおおおみ）、徳襲には古連の氏姓を賜った。また別伝によると、上記の猪は古井戸に逃げ徳襲は井戸の中に飛び込み捕まえたため、天皇は古井の姓を賜ったという。さらに、猪を一矢で射ったために射襲と名乗ったとされる。以降は古連模知麻呂（茂玄）、於知麻呂、安麿と続き、安麿は淳和「田使主刀祢上司」を務めた。その次は古造（空海に弁財天を賜った）、その次は古造の17世孫の従五位下刑部卿・定詮と続く。その孫は一定である。次に記される隆一は刑部三郎入道観阿を名乗り、楠木氏の所領（和泉守護）であった頃には「上司」を務めた。元徳年間の初めに四条隆資に従い紀伊国半井荘の荘司を攻め落とした。その功績で降井の姓を賜り、後に改めて中原の姓を賜った。また隆資は名前の隆の字を賜ったという。永和年間に左典厩（左馬頭・足利義詮）の家臣である橋本民部大夫正高や神宮寺小太郎師房に従い土丸城に籠城した。康暦年間には山名義理・山名氏清に土丸城を攻められて野上修理亮・牲川三郎兵衛と共に討死した。次代の兵部少輔隆宗は恩地伊勢守と共に逃れた。明徳の和約が成立した頃には和泉国の山名氏清の所領（和泉守護）となったため、姓名を隠して潜伏した。次代の高瀬太夫の頃には大内義弘が和泉国の所領（和泉守護）となっていた。熊取の大谷里にある高倉寺（現・泉南郡熊取町小谷南の興蔵寺）の広背山に城を構え旧南朝の遺臣による反乱を警戒し、広背太夫あるいは高背太夫と名乗った。また明徳3年（1392年）に草山駿河守が反乱を起こし、それに勝利すると福代小内記と共に和泉国の「上司」となり、雨山城と高倉寺城を居城とした。大内義弘が応永の乱で没落すると土民に紛れて潜居した。その次に記されるのは「太夫」であり、「十五日（そいか）」とだけ注がなされている（別称か）。その次は左衛門尉で、足利幕府の権勢が衰え国中で争いが絶えなくなったため、周囲の国人と共に三十六人党の一揆を結んだ。36人の内訳は以下の通りである。
- 沼任世（綾井村）
- 真鍋主馬兵衛（大津村）
- 沼伊賀守（麻生馬場村）
- 古井六郎（下ノ大和殿、熊取荘大窪村）
- 門野左近（中ノ左近殿、熊取荘御門村）
- 日根野若狭守（日根野又左衛門、日根野村）
- 玉井遠江守（上ノ屋鋪、我孫子村）
- 玉井壱岐守（千原村）
- 菱井五助（菱井村）
- 田代道徳（大鳥村）
- 土師新左衛門尉（土師ノ殿、土師村）
- 成田伊豆守（上ノ左近殿、信太村）
- 小松里心西入道（小松里殿、小松里村）
- 平松源左衛門尉（中村ノ館、山直中村）
- 坂本近江守（坂本村）
- 吉井五郎九郎（吉井村）
- 藤林作右衛門尉（大津村）
- 藤林与左衛門尉（大津村）
- 惣官美濃守（下ノ殿、我孫子村）
- 斎藤主膳正（大津下条村）
- 積川四郎右衛門尉（積川村）
- 田治米十左衛門尉（新在家殿、新在家村）
- 福井源助（三田村）
- 樫之井太兵衛（樫井村）
- 樫之井又左衛門尉（樫井村）
- 岡彦市郎（韓国村）
- 今木肥後守（今木村）
- 大路新右衛門尉（大路村）
- 今北十平二（石津村）
- 磯上無心入道（磯上村）
- 田所大和守（上ノ大和殿、八木村）
- 林伝内（包近村）
- 森村源之右衛門尉（観音寺村）
- 小門十左衛門尉（土生殿、土生村）
- 中村十太夫（麻生中村）
- 山内宮内（大鳥下村）

このうち岡彦市郎は兄弟喧嘩によって家が没落し堺に移り住んだ。一方寺田右衛門・松浦安太郎兄弟は家系は不明であったが家来や扶持は多く武勇も優れていたため、後に三十六人党に加えられた。中村十太夫は元は平松源左衛門尉の家臣で、沼伊賀守は元は古井六郎の家臣であった。これらの家は旧家や名家も多く、応仁・文明の乱の頃から続いた家もあった。
左衛門尉の次は古井秀充で、古井六郎あるいは高背六郎と称した。延徳2年（1490年）、秀充は和泉国が争いによって混乱していることを利用して日根野五郎左衛門尉の婿となり、人衆を借りて高倉寺山にあった大路新右衛門尉（八木郷西大路村の郷士で信濃守・伊賀守・源兵衛とする資料もある）の別館を夜討ちした。新右衛門尉は妾と酒宴の最中であり、防衛しきれずに辻之井で討死した。別館は焼き尽くされ、熊取の四村を根来寺に寄進し後ろ盾を得た。しかし新右衛門尉は三十六人党の一員であったため、他の武士達は弔い合戦のために秀充を攻撃しようとし、秀充は敗北を予見したために根来寺に援軍を頼んだ。その結果両軍は自身の居城に留まり合戦は発生しなかった。また日根野五郎左衛門尉は自身の人衆を利用されたために激怒したものの、秀充と根来寺を敵に回すことはできなかった。秀充が新右衛門尉を攻撃した理由は、新右衛門尉が文明年間末にかつての守護である大内氏と大路氏の発音が似通っており、大内義弘の末裔であると称して高倉寺城と雨山城を横領し続けていたためであるという。元亀年間の石山合戦では三十六人党は石山本願寺方に加勢したものの、激怒した織田信長の指示を受けた佐久間信盛による熾烈な攻撃のため「本願寺に加担したのは一時の難を逃れるためであって本心からではない」と弁明したものの許されなかった。その後、毛利氏が本願寺に兵糧を届けるという噂が流れ、三十六人党はその討手に立候補し、信長は盛信を目付役として帰参を許可した。そして堀江の下で大船を作ったものの、毛利氏による火矢や鉄砲の攻撃を受けて全滅した。三十六人党の血縁者のうち生き残った老人や子供は岸和田城の大田弥八の与力となったものの、目付役の盛信の失脚や本能寺の変、中村一氏の岸和田城入城、文禄年間の太閤検地などによって没落し、奉公のために国を出たり、国に残っても農民と変わらない生活をしたりするようになった。大坂の陣では12.3人が豊臣秀頼に加担し敗北し、戦後徳川家康は和泉国の統治を考えて三十六人党殲滅のために本多勘助を和泉国に遣わした。その報を聞いた三十六人党は城内にあった旧記や古文書を悉く焼き払ったという。
秀充の子・古井光隆（中原宿禰入道道剛）は阿波国へと逃れており、和泉国の国人を統括して細川氏之に仕えようとしたものの、和泉国が乱れていたため不可能となり父のもとへ戻った。大路新右衛門尉を討った後は根来寺と結んで和泉国内の結集が見込めるようになったことで、氏之の推挙によって上洛し、新将軍（足利義輝あるいは足利義栄）に謁して従五位下大和守に叙任された。
光隆の子は従五位下大和守・古井隆猷であり、従三位法橋出原刑部の娘を娶った。後に出家し根来寺の子院として寿明院を開いた。享禄13年〔ママ〕に三好実休が細川氏之を殺害すると、和泉国も実休の思うがままとなり、岸和田城に安宅冬康・十河一存が入場すると国人達は参勤し、「加賀守」の末子である六人部源二だけは大言を放って京に上った。氏之の殺害を畠山高政は恨み、根来寺や熊野三山と協力して久米田にて実休と合戦となり（永禄5年（1562年）3月5日の久米田の戦い）、隆猷が先陣を切った。
隆猷の子・刑部三郎隆家は大夫三郎と号した。虚弱体質で軍事の才能がなかったため、家人は散り散りとなってしまっており、その状況を見た日根野七郎が大路新右衛門尉の時の恨みを晴らすべく攻撃し、隆家は敗北して高野山に登り福寿院に住み、後に神於寺福智院に住んだ。隠居後は熊取へと帰り平福寺にて入寂した。
隆家の養子は左近太夫盛豊で、徳川家康の命で本多勘助が和泉国を攻撃した際に一家は散り散りになってしまった。かろうじて家康に許され遠江国浜松にいた門野左近盛勝を頼り出家をし明算を名乗り盛勝の家に居候していたところ、「古井氏は和泉国の名家である」として盛勝の次男である盛豊が養子として古井氏の名跡を継いだ。盛勝の先祖は藤原乙麻呂とされる。藤原氏の人物を養子に迎えたことで本姓を中原氏から藤原氏へと改め、「中氏」を称した。
盛豊の養子は左衛門尉盛永で、盛勝の子である門野盛行の子（盛豊の甥）に当たる。隆家の妾腹の遺女・満寿が盛豊の養女となり盛永がこれを娶った。久米田の戦いの後に和泉国は大部分が根来寺の所領となり、盛永はその代官となった。天正13年（1585年）の豊臣秀吉による紀州征伐の際には盛行と共に畠中城に籠り根来寺方として戦った。鶴原又太夫・陸左近・佐野十郎大夫・奥左近・吉見掃守・市場庄司等が盛永の配下にいた。しかし敗北して高野山に潜り、後に大納言坊の後見によって帰村した。元和元年（1615年）の大坂の陣の樫井の戦いでは岸和田城主・小出吉英に徳川方に付くことを求められ、家名再興に繋がるとして応じた。家族の他に若左近・太郎三郎・与五右衛門・宗九郎・臼井等が従った。戦いには勝利したものの傷を負ったため、堺南宗の本源庵に隠居し、出家後は熊取寿明院道哲と称した。
盛永の子は左衛門尉（佐平太）盛明で、根来寺大納言坊に所属する古井盛重（盛勝の子で盛豊の弟）と共に武功を挙げた。盛重は熊取・麻生村に3400の秩禄を賜っており、大垣外村に住んでいたが、後に大阪城在番となった。盛明は河内国八尾・若江村にて軍功を挙げ、真田昌幸の陣に突撃して弁当を分捕って帰陣した。また5尺の太刀を操ったため「大太刀」と呼ばれたという。岡部宣勝が岸和田藩主となった後は日根郡の代官となった。